# Gușoeni
Gușoeni es una comuna ubicada en el distrito Vâlcea, Rumania.

## Superficie
Posee una superficie de 36,65 kilómetros cuadrados.

## Demografía
Hasta 2021 la población era de 1161 habitantes, con una densidad de población de 31,68 habitantes por kilómetro cuadrado.